# Carea carneipennis
Carea carneipennis är en fjärilsart som beskrevs av Louis Beethoven Prout. Carea carneipennis ingår i släktet Carea och familjen trågspinnare. Inga underarter finns listade i Catalogue of Life.